# West Bromwich Albion FC
West Bromwich Albion Football Club (pronunțat /wɛst ˈbrɒmɪdʒ/) de asemenea, cunoscut sub numele de West Brom, The Baggies, Albion, The Albion, The Throstles sau WBA, este un club de fotbal din Anglia cu sediul în West Bromwich, West Midlands. Clubul a fost format în 1878 de lucrătorii de la Salter's Spring Works în West Bromwich. Dispută jocurile de acasă pe stadionul Hawthorns din anul 1900.
Albion a fost membru fondator al Ligii de Fotbal în 1888 și și-a petrecut cea mai mare parte a istoriei concurând în primele ediții ale fotbalului englez. Echipa a fost campioană în Anglia o singură dată, în sezonul 1919-1920, dar a avut mai multe succese în Cupa Angliei, cu cinci trofee. Primul a venit în 1888, anul în care a fost înființată Liga, iar cel mai recent, în 1968, ultimul lor trofeu major. Ei, de asemenea, au câștigat Cupa Ligii Angliei, la prima participare, în 1966. De la începutul anilor 1980, clubul a avut mai puține succese. Între 1986 și 2002 echipa a petrecut cea mai lungă perioadă a ei în afara diviziei de top. În ultimii ani a apărut un progres: 2010-2011 este al cincilea sezon al lor în Premier League din anul 2002 încoace.

## Echipament
West Bromwich Albion au jucat în tricouri cu dungi albastre și albe, pentru majoritatea existenței lor, de obicei, cu șorturi de culoare albă și șosete albe.

## Jucători
La 19 octombrie 2020.
| Nr. |                   | Poziție | Jucător                  |
| --- | ----------------- | ------- | ------------------------ |
| 1   | Anglia            | P       | Sam Johnstone            |
| 2   | Anglia            | F       | Darnell Furlong          |
| 3   | Anglia            | F       | Kieran Gibbs             |
| 4   | Țara Galilor      | A       | Hal Robson-Kanu          |
| 5   | Anglia            | F       | Kyle Bartley             |
| 6   | Nigeria           | F       | Semi Ajayi               |
| 7   | Republica Irlanda | A       | Callum Robinson          |
| 8   | Anglia            | M       | Jake Livermore (căpitan) |
| 10  | Scoția            | M       | Matt Phillips            |
| 11  | Anglia            | M       | Grady Diangana           |
| 12  | Brazilia          | A       | Matheus Pereira          |
| 13  | Polonia           | M       | Kamil Grosicki           |
| 14  | Anglia            | F       | Conor Townsend           |
| 15  | Anglia            | A       | Charlie Austin           |

| Nr. |                            | Poziție | Jucător                                     |
| --- | -------------------------- | ------- | ------------------------------------------- |
| 16  | Anglia                     | M       | Rekeem Harper                               |
| 17  | Croația                    | M       | Filip Krovinović (împrumutat de la Benfica) |
| 18  | Anglia                     | M       | Conor Gallagher (împrumutat de laChelsea)   |
| 19  | Sfântul Cristofor și Nevis | M       | Romaine Sawyers                             |
| 20  | Serbia                     | F       | Branislav Ivanović                          |
| 21  | Anglia                     | A       | Kyle Edwards                                |
| 22  | Anglia                     | F       | Lee Peltier                                 |
| 23  | Anglia                     | P       | Jonathan Bond                               |
| 24  | Coasta de Fildeș           | F       | Cédric Kipré                                |
| 25  | Anglia                     | P       | David Button                                |
| 26  | Egipt                      | F       | Ahmed Hegazi                                |
| 27  | Republica Irlanda          | F       | Dara O'Shea                                 |
| 28  | Anglia                     | M       | Sam Field                                   |
| 29  | Anglia                     | A       | Karlan Grant                                |

## Foști jucători
Ca o parte a celebrării celei de-a 125-a aniversări a clubului, care a avut loc în 2004, un sondaj de opinie, menit a determina cei mai mari jucători ai echipei ai tuturor timpurilor, a fost organizat prin intermediul web site-ului oficial al clubului, respectiv a ziarului Express & Star. Din rezultatele sondajului a fost alcătuită o echipă modernă a zilelor noastre de 16 jucători toți jucătorii selecționați sunt înfățișați într-o pictură murală expusă la "The Hawthorns." 

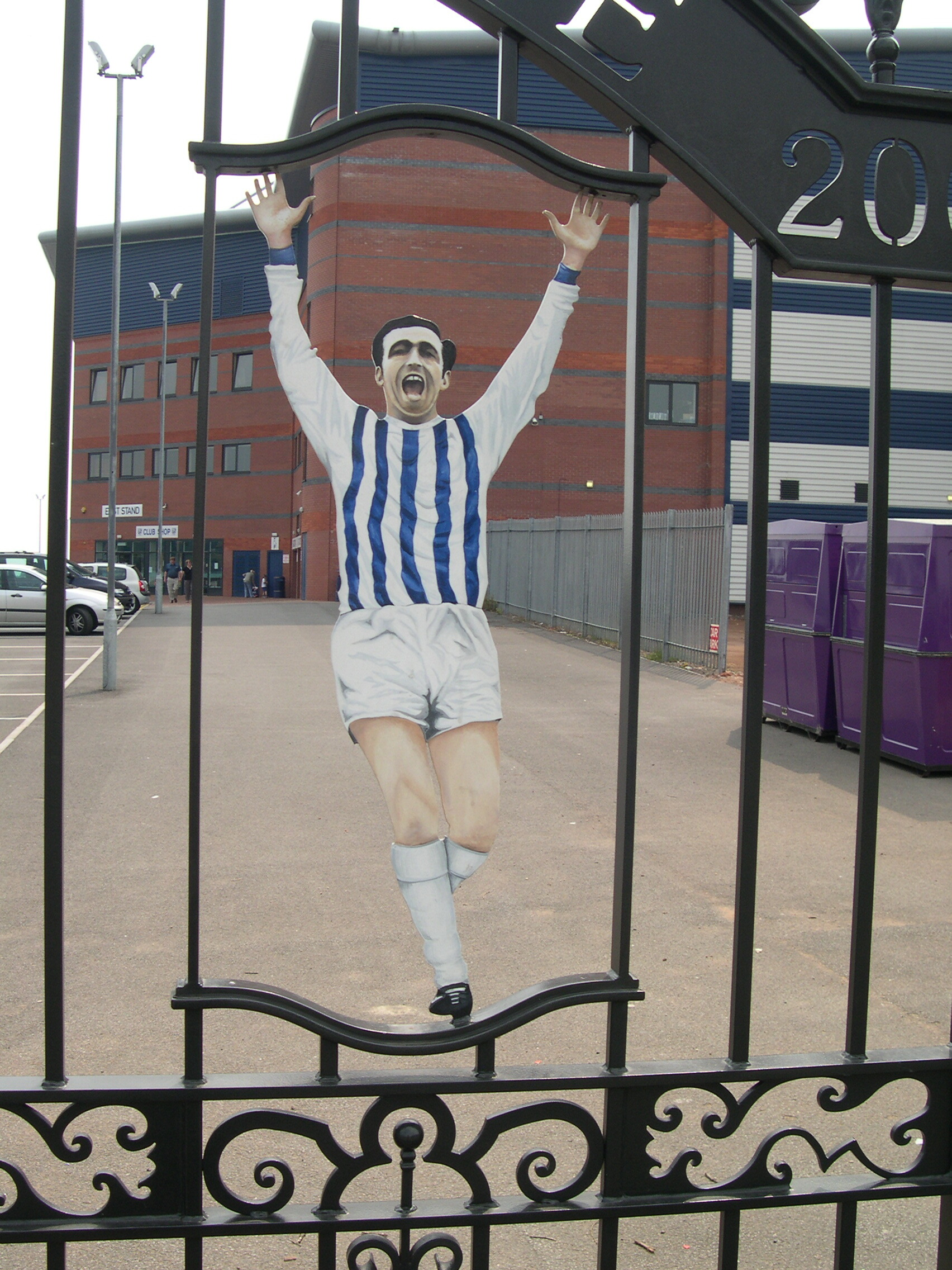
The Jeff Astle gates at The Hawthorns

| Nume              | Nat.   | Ani             | Apariții | Goluri | Poziție          |
| ----------------- | ------ | --------------- | -------- | ------ | ---------------- |
| Billy Bassett     | Anglia | 1886–99         | 311      | 77     | Extremă dreapta  |
| Jesse Pennington  | Anglia | 1903–22         | 496      | 0      | Fundaș stânga    |
| W. G. Richardson  | Anglia | 1929–45         | 354      | 228    | Atacant central  |
| Ray Barlow        | Anglia | 1944–60         | 482      | 48     | Mijlocaș stânga  |
| Ronnie Allen      | Anglia | 1950–61         | 458      | 234    | Atacant central  |
| Don Howe          | Anglia | 1952–64         | 379      | 19     | Fundaș dreapta   |
| Tony Brown        | Anglia | 1963–81         | 720      | 279    | Mijlocaș ofensiv |
| Jeff Astle        | Anglia | 1964–74         | 361      | 174    | Atacant central  |
| John Osborne      | Anglia | 1967–72 1973–78 | 312      | 0      | Portar           |
| John Wile         | Anglia | 1970–83         | 619      | 29     | Fundaș central   |
| Willie Johnston   | Scoția | 1972–79         | 261      | 28     | Extremă stânga   |
| Bryan Robson      | Anglia | 1974–81         | 249      | 46     | Mijlocaș central |
| Derek Statham     | Anglia | 1976–87         | 373      | 11     | Fundaș stânga    |
| Laurie Cunningham | Anglia | 1977–79         | 114      | 30     | Extremă          |
| Cyrille Regis     | Anglia | 1977–84         | 302      | 112    | Atacant central  |
| Russell Hoult     | Anglia | 2001–07         | 213      | 0      | Portar           |